# Peter Hauenschild
Peter Hauenschild (* 1. Dezember 1958 in Linz) ist ein österreichischer Grafiker und Medienkünstler.

## Leben und Wirken
Er besuchte die Universität für künstlerische und industrielle Gestaltung Linz von 1982 bis 1987 im Zweig Visuelle Gestaltung bei Laurids Ortner.
Von 1988 bis 2004 arbeitete er in der Linzer Stadtwerkstatt und wickelte gleichzeitig zahlreiche filmische Projekte mit anderen künstlerischen Positionen ab.
Seit 2005 lehrt er an der Universität für künstlerische und industrielle Gestaltung Linz am Institut für Medien, Abteilung für Grafikdesign und Fotografie. Seine Arbeitsschwerpunkte sind Zeichnung, Kunst im öffentlichen Raum und Computeranimation.
Seit 1989 entstehen Werke in Zusammenarbeit mit Georg Ritter, mit dem er auch seit 2008 an der Sommerakademie Traunkirchen eine Lehrtätigkeit ausübt.
Er kann auf Einzelausstellungen und Ausstellungsbeteiligungen verweisen. Seine Arbeiten finden multimediale Verbreitung.

## Ausstellungen
- Gemeinschaftsausstellung von Zeichentrickfilmen mit dem Zeichner Franz Blaas in der HYPO Video Lounge, Linz 2010
- Einzelausstellung im Kubin-Haus in Zwickledt: Peter Hauenschild - Zeichnungen 1986 - 2010, Wernstein 2010, durchgeführt von der Landesgalerie Linz[4]
- Gemeinschaftsausstellung im Kunstmuseum Lentos in Linz: Stadtbilder in der Kunst 1909 - 2009, Linz 2009
- Gemeinschaftsausstellung im Museum der Stadt Linz Nordico: Tür an Tür von 80 Künstlern des Egon-Hofmann-Atelierhauses der oberösterreichischen Wirtschaft, Linz 2008

## Filme
gemeinsam mit Franz Blaas erstellte Zeichentrickfilme zur Musik der Tiger Lillies:
- Darkness, 2003
- Devine, 2003
- Russian
- Four Songs for tiger lillies, 2002